# Brochiraja spinifera
Brochiraja spinifera — вид хрящевых рыб рода Brochiraja семейства Arhynchobatidae отряда скатообразных. Обитают в западной части Тихого океана в водах Новой Зеландии. Встречаются на глубине до 1460 м. Их крупные, уплощённые грудные плавники образуют округлый диск со треугольным рылом. Максимальная зарегистрированная длина 80 см. Откладывают яйца. Не являются объектом целевого промысла.

## Таксономия
Впервые вид был научно описан в 1974 году как Bathyraja spinifera. Голотип представляет собой самца длиной 80,4 см, пойманного в водах Новой Зеландии (43°01′ ю. ш. 179°10′ в. д.) на глубине 550—560 м. Паратипы: самки длиной 61,9—71 см, пойманные там же на глубине 530—730 м. Видовой эпитет происходит от слов лат. spinus — «терновник», «колючий кустарник» и др.-греч. φορούν — «носить». Brochiraja spinifera от прочих скатов рода Brochiraja окраской, расположением чешуи и количеством позвонков и лучей грудных плавников. Они близкородственны скатам рода Notoraja и отличаются от прочих представителей семейства однопёрых скатов наличием раздвоенного шипа на середине дистальной части ростральной хряща, редуцированного у взрослых особей.

## Ареал
Эти скаты обитают на континентальном склоне у берегов Новой Зеландии. Встречаются на глубине 170—1460 м. Наибольшая концентрация наблюдается в диапазоне 300—1200 м.

## Описание
Широкие и плоские грудные плавники этих скатов образуют округлый диск с широким треугольным рылом. На вентральной стороне диска расположены 5 жаберных щелей, ноздри и рот. На тонком хвосте имеются латеральные складки. У этих скатов 2 редуцированных спинных плавника и редуцированный хвостовой плавник. Рыло короче, чем у прочих скатов рода Brochiraja. Кожа гладкая, мягкая и дряблая. По задней части диска и хвоста пролегает полоса колючек. Окраска дорсальной поверхности диска тёмно-коричневого цвета. Максимальная зарегистрированная длина 64 см.

## Биология
Эти скаты откладывают яйца, заключённые в четырёхконечную роговую капсулу.

## Взаимодействие с человеком
Эти скаты не являются объектом целевого лова. В ареале на глубинах обитания ведётся промысел атлантического большеголова. Эти скаты могут попадаться в качестве прилова. Пойманных рыб, вероятно, выбрасывают за борт, уровень смертности высокий. Данных для оценки Международным союзом охраны природы охранного статуса недостаточно.